# Bavia hians
Bavia hians es una especie de Arachnida del género Bavia, de la familia Salticidae, del orden Araneae.

## Distribución
Bavia hians es endémica de la isla de Sumatra.

## Taxonomía
Fue descrita científicamente por Tord Tamerlan Teodor Thorell en 1890. Se sabe demasiado poco sobre la especie para confirmar su ubicación en la tribu Baviini de las arañas saltarinas. La especie fue descrita bajo el basónimo Marptusa hians y luego incluida en el género Bavia en 1901.
Tratamiento taxonómico
La especie aparece registrada y publicada en Annali Del Museo Civico Di Storia Naturale Di Genova, volumen 30, entre las páginas 132 y 172 (1890).